# Brachychiton rupestris
Brachychiton rupestris är en malvaväxtart som först beskrevs av Lindley, och fick sitt nu gällande namn av Schumann. Brachychiton rupestris ingår i släktet Brachychiton och familjen malvaväxter. Inga underarter finns listade i Catalogue of Life.

## Bildgalleri

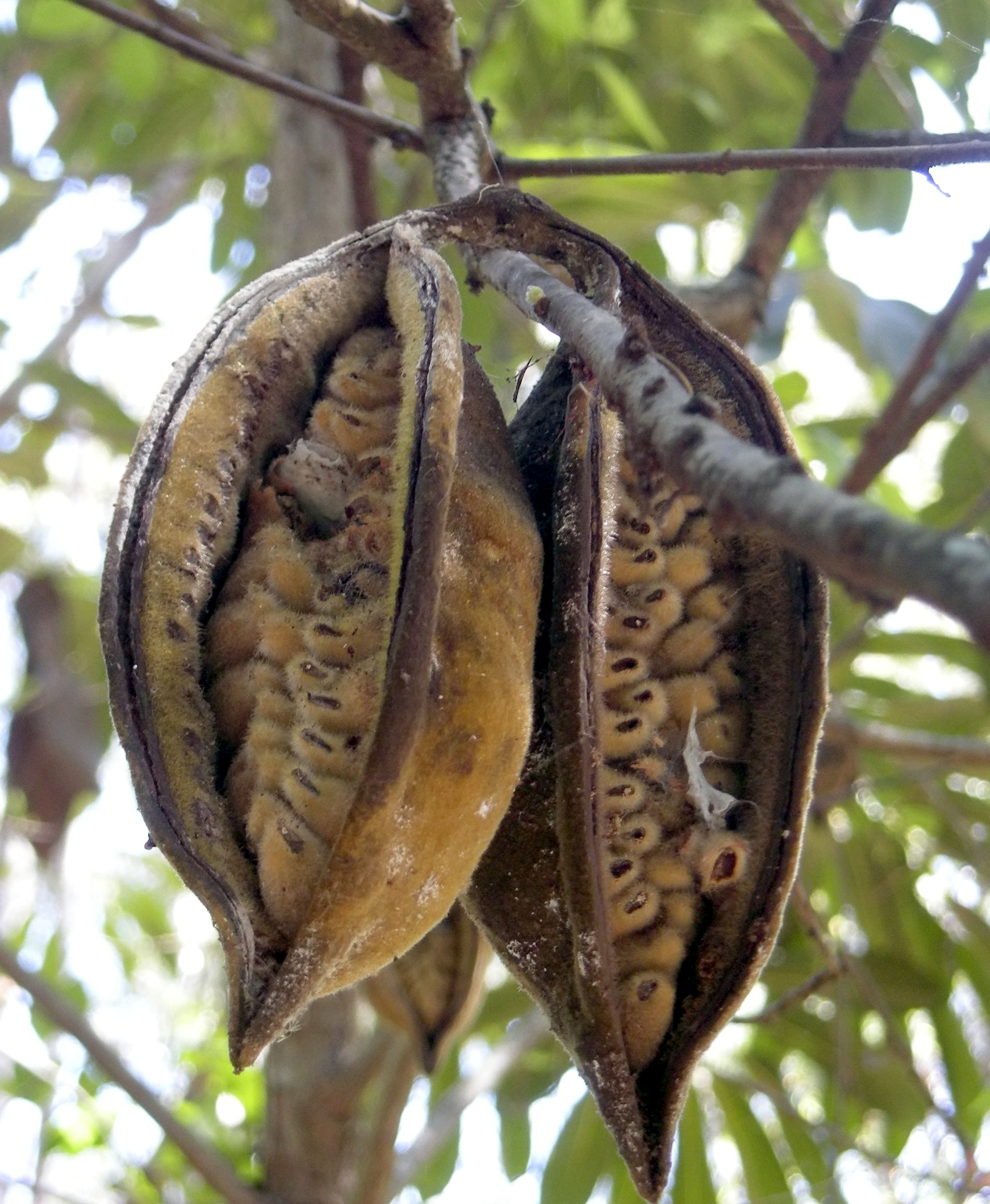